# Pleiadi (mitologia)

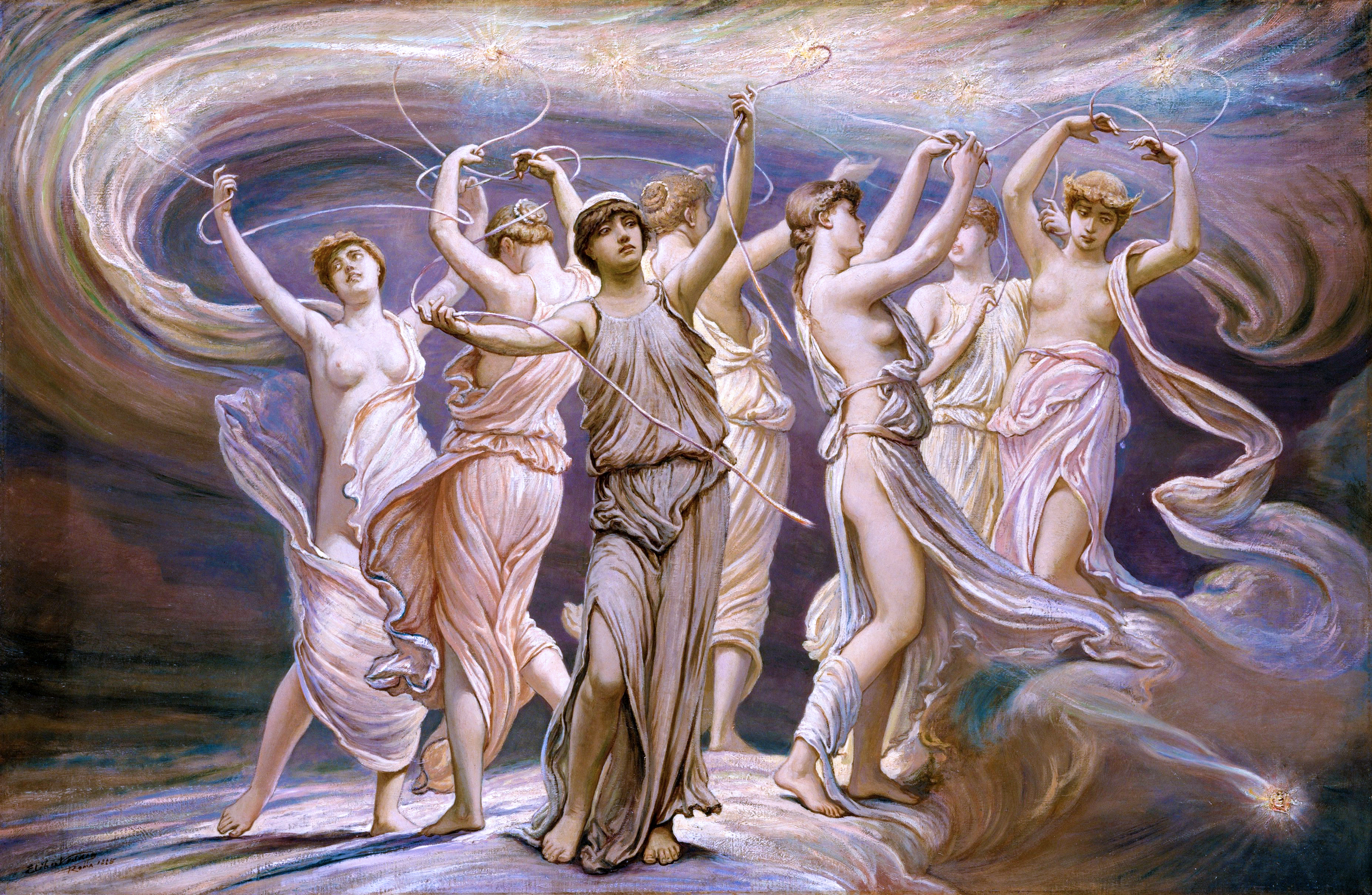
Le Pleiadi, opera di Elihu Vedder, 1885

Le Pleiadi (in greco antico: Πλειάδες?, Pleiades) sono sette personaggi della mitologia greca, ed i loro nomi sono Alcione, Celeno, Elettra, Maia, Merope, Sterope (o Asterope) e Taigete. Nella mitologia sono connesse con l'omonimo ammasso stellare.
Nella mitologia romana corrispondono alle Vergilie.
Simonide cantava di una Maiados oureias dagli amabili occhi neri e poiché erano figlie di Atlante venivano chiamate anche Atlantidi.

## Etimologia
Pleiadi (da πέλεια, peleia) significa "colomba" oppure secondo un'altra versione l'origine del nome è legato al verbo πλεῖν (plein, navigare) e questo perché le stelle venivano utilizzate come riferimento dai naviganti.

## Genealogia
Secondo la maggior parte delle versioni, sono figlie del primo leggendario re della Mauretania, il titano Atlante e dell'oceanina Pleione, da cui derivano il nome.
Secondo un'altra versione sono invece figlie di una regina delle Amazzoni.

## Progenie
Tutte le pleiadi si unirono con dei, ad eccezione della più giovane, Merope, che sposò il mortale Sisifo.
- Maia, la più anziana, generò Hermes con Zeus
- Elettra fu madre di Dardano e Iasione con Zeus
- Taigete fu madre di Lacedemone, con Zeus
- Alcione fu madre di Ireo, Iperenore e Etusa con Poseidone
- Celeno fu madre di Euripilo, e in alcune versioni del mito, di Lico e Nitteo[5], con Poseidone
- Sterope fu madre di Enomao con Ares
- Merope, la più giovane, sposò il mortale Sisifo, e fu madre (a seconda delle fonti) di Glauco, Ornizione, Almo, Tersandro e Porfirione.

## Mitologia

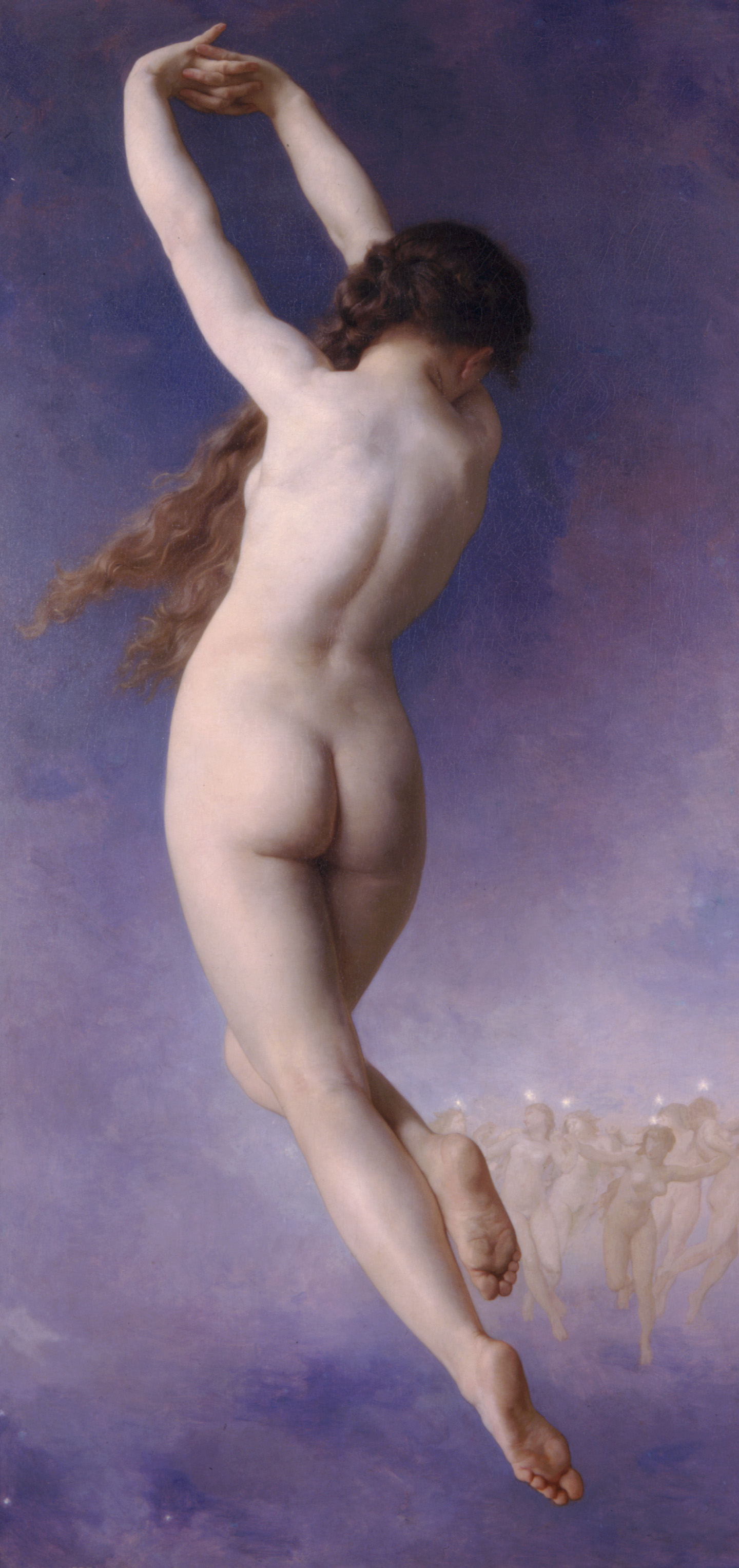
Merope che abbandona le Pleiadi nell'opera La Pleiade perduta di
William-Adolphe Bouguereau, 1884.

Nate sul monte Cillene in Arcadia, sei di loro erano visibili ed una invisibile. Alcuni autori scrivono che l'invisibile sia Sterope e che questo avvenne per sua vergogna, altri che sia invece Elettra che fu coinvolta nella distruzione della casa di Dardano. 
Ma il discorso dell'invisibilità può riferirsi al fatto che una delle sette stelle delle Pleiadi sia poco visibile rispetto alle altre sei e tra i vari miti esiste anche quello in cui Merope, l'unica ad aver sposato un mortale, per la vergogna decise di allontanarsi dalle altre.
Secondo un'altra versione del mito vennero rapite da un egiziano e liberate da Eracle.
Esiste anche una versione in cui erano le compagne vergini di Artemide e dove Orione le inseguì per tutta la terra costringendole a nascondersi nei campi della Beozia fino a quando gli dei, presi dalla compassione, le trasformarono in colombe ed immortalarono in seguito la loro figura nelle stelle.
Una volta divenute stelle manifestarono la loro simpatia ad Atreo modificando il loro corso.
Infine, secondo un'ulteriore versione, dopo la morte delle loro sorelle, le Iadi, si uccisero. In tutte le versioni il destino delle Pleiadi è sempre quello di diventare stelle.